# Vision Airlines
Vision Airlines, vormals Vision Air, war eine US-amerikanische Fluggesellschaft mit Sitz in Suwanee, Georgia.

## Geschichte
Vision Airlines wurde 1994 als Vision Air gegründet und führte zunächst Rundflüge vom North Las Vegas Airport zum Grand Canyon, Marble Canyon, Hoover Dam und Monument Valley mit Flugzeugen der Typen Dornier 228 und Dornier 328 durch.
Am 9. Juli 2010 wurden mit einer Boeing 767 der Vision Airlines 10 russische Geheimagenten nach Wien geflogen, um den größten Agentenaustausch seit Beendigung des Kalten Krieges zu vollziehen. Dieses Flugzeug ist seit dem 20. März 2013 auf dem Flughafen Phoenix-Goodyear stillgelegt.

## Flugziele
Zuletzt wurden 22 Ziele im Linienverkehr ausschließlich im Südwesten der USA und im Charterverkehr auch nach Kuba angeboten.

## Flotte

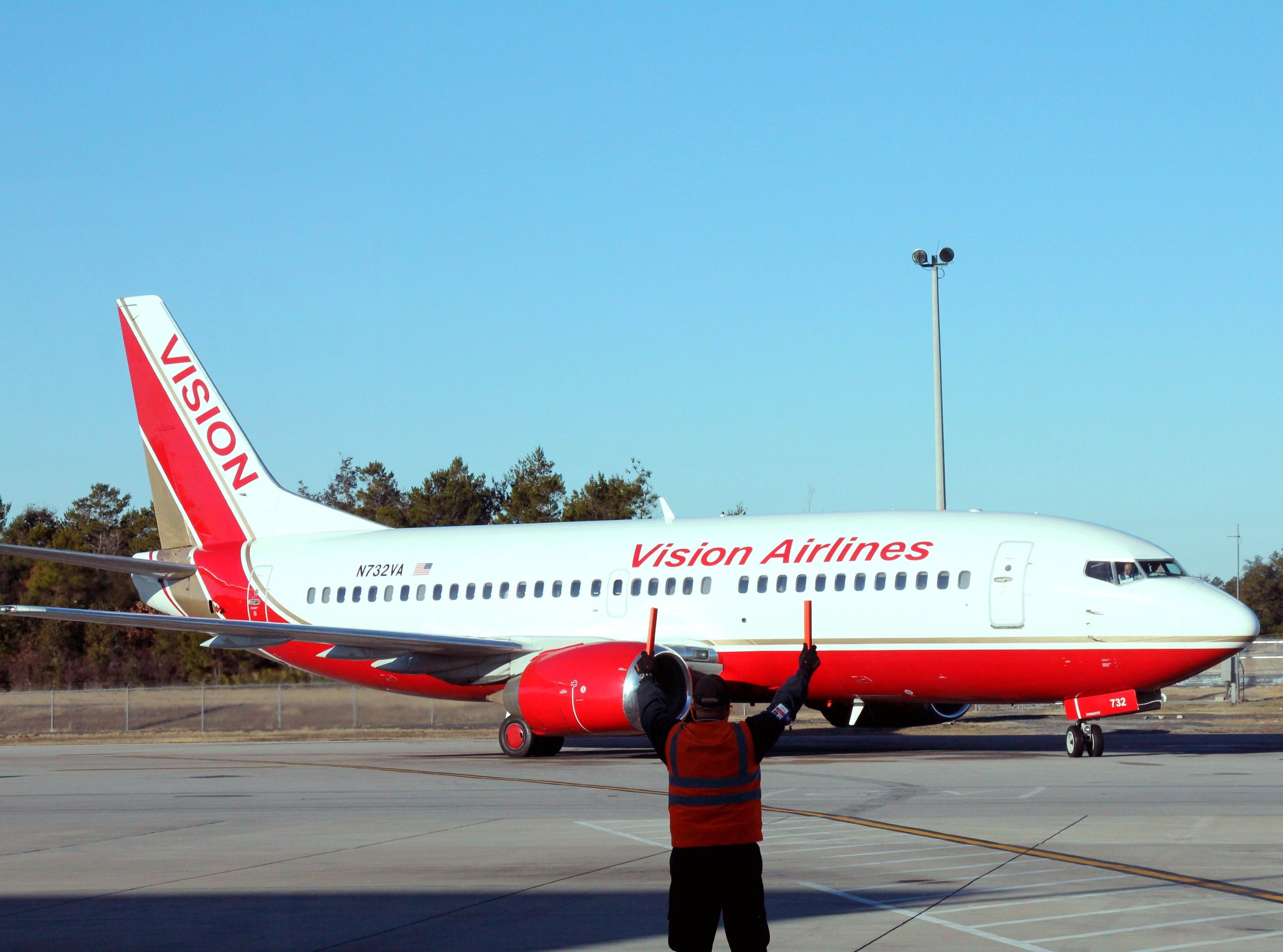
Boeing 737-300 der Vision Airlines

Mit Stand Mai 2015 bestand die Flotte der Vision Airlines aus sieben Flugzeugen:
- 1 Boeing 737-300
- 2 Boeing 737-400
- 1 Boeing 767-200
- 1 Boeing 767-300
- 2 Dornier 328-100